# جزر غلوريوسو
جزر غلوريوسو أو غلوريوسيس (بالفرنسية: Îles Glorieuses أو رسميًا أيضًا Archipel des Glorieuses) هي مجموعة من الجزر فرنسية والصخور تبلغ مساحتها الإجمالية 5 كيلومترات مربعة (1200 فدان). وتسيطر عليها فرنسا وهي جزء من الجزر المبعثرة في المحيط الهندي في الأراضي الفرنسية الجنوبية والقطب الجنوبي، وهي أرض فرنسية فيما وراء البحار، ولكن تُطالب بها كلًا من جزر القمر ومدغشقر وسيشيل سابقًا. هي جغرافيًا جزء من جزر القمر بين منطقة مايوت الفرنسية ودولة مدغشقر.

## المناخ
مناخ الجزيرة استوائي وتضاريسها منخفضة ومسطحة، ويتفاوت ارتفاعها من مستوى سطح البحر إلى 12 مترًا (39 قدمًا). تعتبر إيل دو ليس ( Île de Lys) على وجه الخصوص أرضًا تعشيش للطيور البحرية المهاجرة، وتضع أيضًا السلاحف بيضها على الشواطئ. في المحيط، قد تظهر الأنواع المهاجرة مثل الحيتان الحدباء وأسماك قرش الحوت.

## التاريخ
على الرغم من أن الملاحين العرب (ربما اليمنيين على وجه الخصوص) كانوا يعرفون الجزيرة قبل الفرنسيين، فقد سُميت الجزيرة بغلوريوسيس (Glorieuses) في عام 1880 من قبل الفرنسي Hippolyte Caltaux، الذي أسس مزرعة جوز الهند في غلوريوسو الكبرى (Grande Glorieuse). أصبح الأرخبيل ملكية فرنسية في عام 1892 عندما قدم النقيب ريتشارد من بريماوغيت مطالبة رسمية. في عام 1895، أصبحت جزيرة غلوريوسو جزءًا من مستعمرة مايوت وتوابعها.
من عام 1914 إلى عام 1958، مُنحت شركات السيشيل امتيازات لاسغلال الجزر. الجزر هي اليوم محميات طبيعية مع محطة أرصاد جوية محصنة من قبل القوات الفرنسية (الفيلق الأجنبي الفرنسي). على الرغم من أن جزر غلوريوسو لم تكن أبدًا جزءًا من محمية مدغشقر بل كانت جزءًا من مستعمرة مايوت وتوابعها، ثم صارت جزءًا من جزر القمر الفرنسية، فقد ادعت مدغشقر السيادة على الجزر منذ عام 1972. تُطالب جزر القمر بجزر مايوت وغلوريوسو. طالبت سيشيل بالجزر أيضًا قبل اتفاقية الحدود البحرية بين فرنسا وسيشيل في عام 2001.
في عام 2012، أسست فرنسا متنزه جزر غلوريوسو البحري الطبيعي، وهي منطقة محمية بحرية، للحفاظ على النباتات والحيوانات المهددة بالانقراض في الجزر.

## معرض الصور

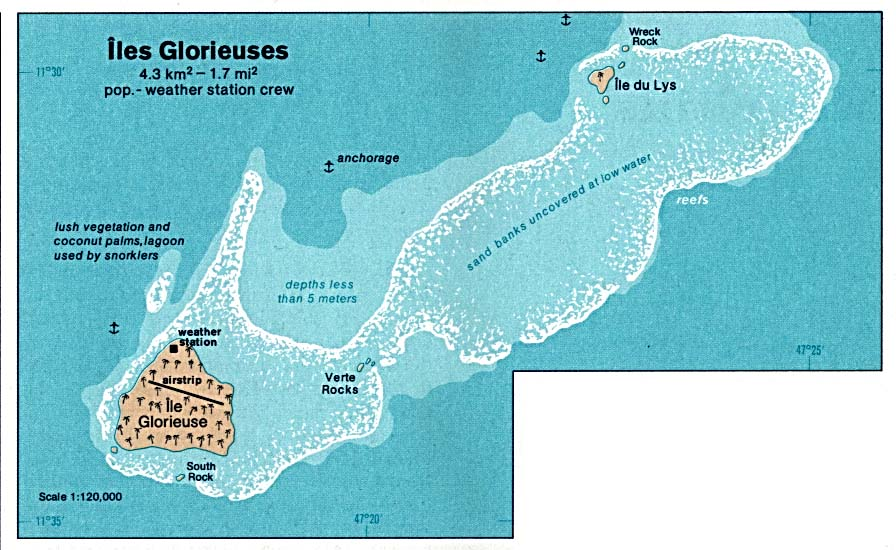
Map
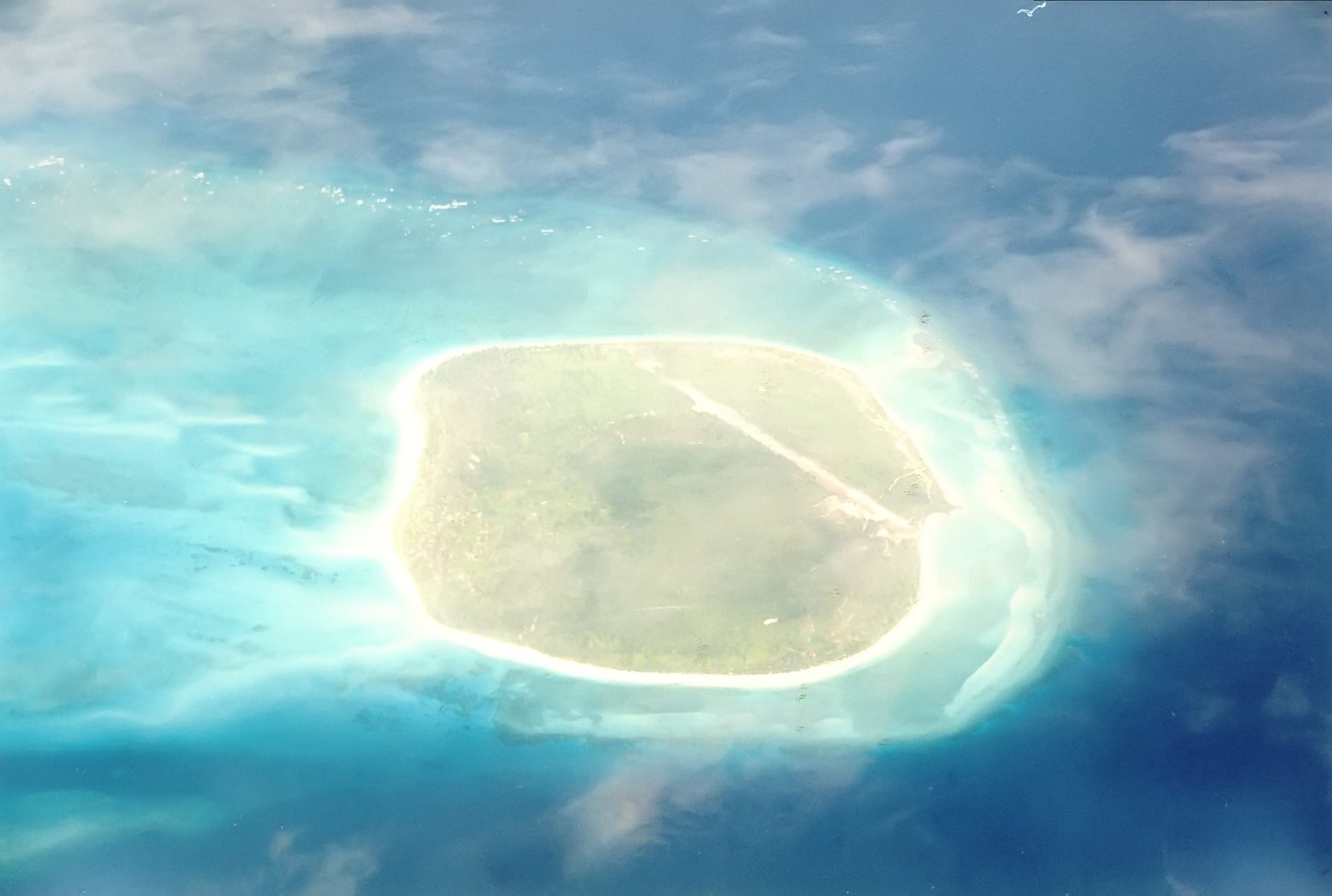
Island overview
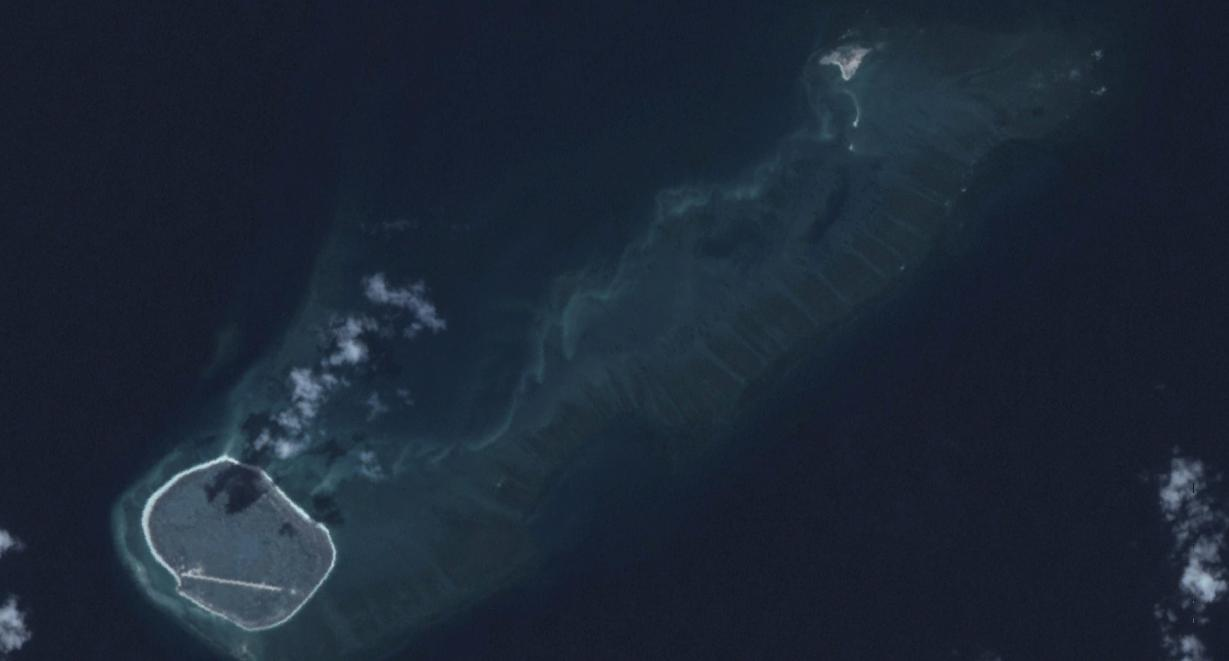
Satellite image of the islands